# Somerseteiland (Canada)
Somerseteiland (Engels: Somerset Island) in de Noordelijke IJszee is een van de Canadese Arctische Eilanden. Bestuurlijk behoort het tot het territorium Nunavut.
Het eiland is onbewoond en is 24.786 km² groot. Het is daarmee qua oppervlakte het 12e eiland van Canada. Het hoogste punt meet 489 meter. De twee kilometer brede Straat Bellot scheidt het eiland van het Noord-Amerikaanse vasteland dat daar uitloopt in het schiereiland Boothia. Ten noorden van het eiland ligt de Straat Barrow, ten oosten de Prince Regent Inlet, ten zuiden Straat Bellot en ten westen de Peel Sound.
In 1937 werd er door de Hudson's Bay Company een handelspost opgericht onder de naam Fort Ross. In 1948 werd deze post echter al gesloten, omdat het vanwege de lage temperaturen economisch onrendabel bleek en de plek erg moeilijk te bereiken was.